# Christopher McCann
Christopher "Chris" McCann (New York, 29 september 1952) is een Amerikaans televisie- en theateracteur.

## Biografie
McCann heeft de high school doorlopen aan de St. Francis Preparatory School in haar geboorteplaats New York. Hierna ging hij naar de New York University en haalde zijn diploma in drama. 
McCann speelde diverse rollen in het theater zoals in Buried Child, Mad Forest, The Tragedy of Richard the Third, The Grey Zone en The Lights. Voor het laatste toneelstuk werd hij genomineerd voor een Drama Desk Award.
McCann begon in 1986 met acteren voor televisie in de film Rockabye. Hierna heeft hij nog meerdere rollen gespeeld zoals Miami Vice (1988), Law & Order: Special Victims Unit (1999) en Law & Order (1991-2009). 
McCann geeft nu les als professionele acteur trainer aan de State University of New York at Purchase voor theaterkunsten.

## Filmografie

### Films
Uitgezonderd eenmalige gastrollen.
- 2024 Turning - als Bob
- 2020 Minyan - als Herschel
- 2015 Chronic - als Robert
- 2015 Anesthesia - als dr. Keller
- 2014 God Help the Girl - als meekokende flatbewoner
- 2014 God's Pocket - als Brookie Sutherland
- 2013 All That I Am - als dr. Lynn
- 2012 The Magic of Belle Isle - als eigenaar boekenwinkel
- 2009 Das Vaterspiel – als vriend van Mimi
- 2008 American Violet – als Joe Fisher
- 2008 Afterschool – als mr. Ullman
- 2007 Neal Cassady – als Hank Anderson
- 2007 The Last 15 – als Michael Kirkland
- 2006 Rabbits – als echtgenoot
- 2006 Haskett's Chance – als Ben Rafferty
- 2005 The Notorious Bettie Page – als Dr. Henry
- 2005 Buy It Now – als Peter
- 2005 Honey Trap – als de echtgenoot
- 2004 Strip Search – als Nicholas Hudson
- 2004 Mind the Gap – als taxichauffeur
- 2001 Acts of Worship – als Jack
- 1999 Macbeth in Manhattan – als Derek / Duncan
- 1998 Fiona – als Kasseem
- 1998 The Repair Shop – als ??
- 1997 Path to Paradise: The Untold Story of the World Trade Center Bombing – als Ahmad Ajaj
- 1986 Rockabye – als Candyman

### Televisieseries
Uitgezonderd eenmalige gastrollen.
- 2008 – 2009 Law & Order – als rechter Colin Gerard – 2 afl.